# Padre Cacique
Joaquim de Barros, mais conhecido como Joaquim "Cacique" de Barros ou Padre Cacique (Ribeira do Itapagipe em Salvador, 11 de agosto de 1831 — Porto Alegre, 15 de maio de 1907), foi um professor, padre católico e filantropo brasileiro, figura reconhecida nos campos da educação e da assistência social em Porto Alegre, capital do estado do Rio Grande do Sul. 
Considerado um grande educador, foi o primeiro diretor da Escola Normal, além de lecionar várias disciplinas. Fundou várias instituições beneficentes, destacando-se o Colégio Santa Teresa, voltado para a educação de meninas órfãs, e o Asilo de Mendicidade, para recolhimento de indigentes. Foi visto como um obreiro dedicado e incansável e como um exemplo de apostolado cristão, recebendo muitos elogios e homenagens em vida e após sua morte. Os edifícios das principais instituições que fundou são patrimônio histórico tombado.

## Biografia

### Primeiros anos
Joaquim de Barros era filho de José Raimundo de Barros, mestre construtor de barcos, e Alexandrina Rosa. "Cacique" foi o apelido que o pai lhe deu ainda pequeno — e pelo qual se tornaria conhecido —, notando sua determinação e energia. Manifestou o desejo de seguir a carreira religiosa ainda jovem. Depois de bem sucedidos estudos elementares, foi admitido no Seminário de Salvador para estudar Teologia. Formou-se, mas ainda não tinha chegado à idade canônica para ser ordenado, e então prosseguiu seus estudos no campo da Pedagogia, imaginando tornar-se professor. Aceitou um convite para lecionar as disciplinas de História, Geografia e Cosmografia no Ginásio Baiano, fundado pelo educador Barão de Macaúbas e reputado pelos seus métodos avançados de ensino.
Foi ordenado sacerdote em 1853, mas um problema de saúde fê-lo transferir-se para o Rio de Janeiro, onde deu aulas no Mosteiro de São Bento e no Colégio Pedro II. Aperfeiçoou seu preparo na Escola Central, estudando Matemática. Em 1862 decidiu mudar-se novamente, escolhendo Porto Alegre como seu novo campo de ação, onde desenvolveria a parte mais importante de sua carreira.

### Porto Alegre
Pouco depois de chegar foi nomeado professor de Teologia do Seminário Episcopal pelo bispo Dom Sebastião Laranjeira. Na mesma altura foi convidado a ministrar o catecismo na Igreja de Nossa Senhora do Rosário, cujo pároco, José Inácio de Carvalho Freitas, tornar-se-ia um grande amigo.

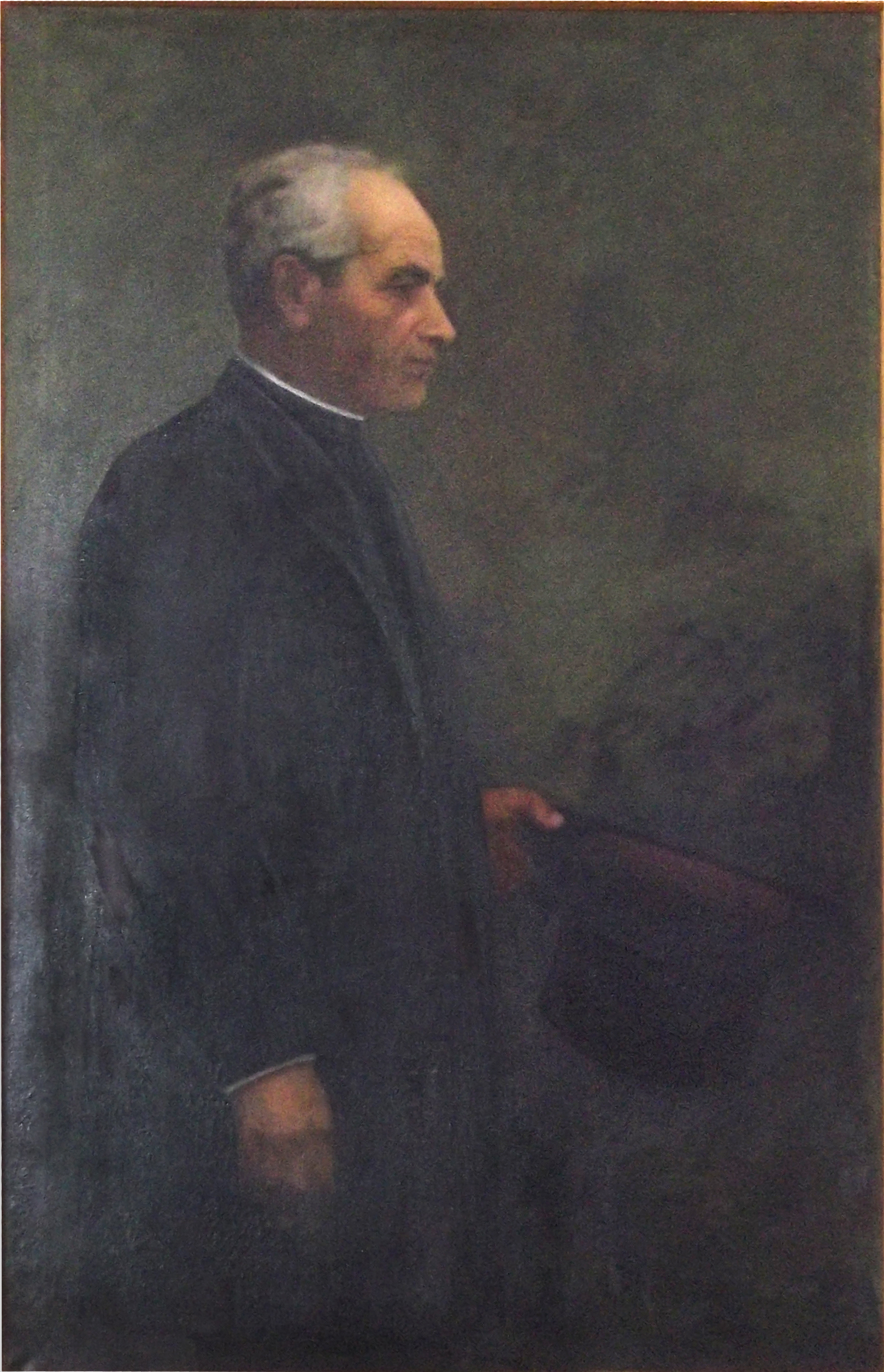
Retrato do Padre Cacique

Nos sábados auxiliava na distribuição de esmolas da Igreja para famílias carentes. Um certo dia encontrou entre os pedintes uma viúva inválida, Ignácia Kremitz, com sua filha pequena, Josefina. Condoído com a situação das duas, passou a se responsabilizar pela criação de Josefina, conduzindo-a para o Asilo Sagrado Coração de Maria. A partir de então o Padre Cacique voltaria seus esforços para mitigar as dificuldades dos órfãos, pobres e doentes. Logo outras meninas foram recolhidas pelo padre, que iniciou uma campanha para angariar recursos. Contudo, o padre tinha ideias inovadoras sobre educação, que não eram bem recebidas pela direção do asilo. Assim, ele levou suas protegidas para outra instituição, o Colégio Santa Catarina, dirigido por Rita e Emília Souto Mayor, como uma solução temporária, uma vez que ele já idealizara a fundação de uma instituição que pudesse dirigir pessoalmente.
Anos antes o imperador D. Pedro II havia patrocinado a construção de uma escola na cidade, o Colégio Santa Teresa, cujas obras iniciaram em 1846, mas haviam sido interrompidas e a estrutura inacabada estava ociosa. As atividades educativas e sociais do padre já eram conhecidas em Porto Alegre, e em vista da sua boa reputação não lhe foi difícil conseguir o apoio de várias autoridades para pleitear junto ao imperador a concessão do edifício. Munido de cartas de recomendação do presidente da província, da Câmara Municipal, do chefe de polícia e de um abaixo-assinado com os nomes de muitos próceres locais, Padre Cacique dirigiu-se à Corte para entregar o pedido em mãos do monarca, que concedeu-lhe a posse do imóvel e da chácara onde ele se situava, estipulando que ele deveria ser convertido em uma escola-internato para educação de pelo menos vinte meninas órfãs, pondo a fundação, o programa de ensino e os futuros funcionários e professores sob a supervisão do governo provincial. As despesas de conservação do prédio ficavam por conta do governo imperial, que se reservava o direito de retomar o imóvel se julgasse oportuno. Com doações recebidas de famílias porto-alegrenses, o padre pôde finalizar a obra e instalar o Colégio Santa Teresa em 1865, que passou a abrigar as suas meninas do Colégio Santa Catarina e poucos anos depois, em 1867, absorveu também as funções do extinto Asilo Santa Leopoldina, que recolhia os expostos da Santa Casa de Misericórdia.
As internas recebiam uma formação incomum para os padrões provincianos referentes à educação de meninas. Além de ensinamentos de economia doméstica, artes manuais, moral e comportamento, o currículo incluía lições de Astronomia, Física, Química e Mecânica, e era-lhes dado acesso a revistas científicas e obras literárias. As internas recebiam também uma subvenção do governo provincial, e complementavam seus ganhos com trabalhos manuais e confecção de roupas, possibilitando-lhes formar um dote para seu eventual casamento. Para manter o educandário o Padre Cacique mantinha uma campanha permanente para coleta de fundos, muitas vezes batendo de porta em porta por esmolas, e aumentava suas rendas vendendo traduções que fazia de obras didáticas e edificantes. Entre 1873 e 1882 as internas e ex-internas haviam contribuído com mais de 27 contos de réis para as obras assistenciais do padre. Em 1882 o estabelecimento ainda era o único em seu gênero em toda a província. Em 1883 o presidente da província Sousa Lima disse em discurso na Assembleia Legislativa: 

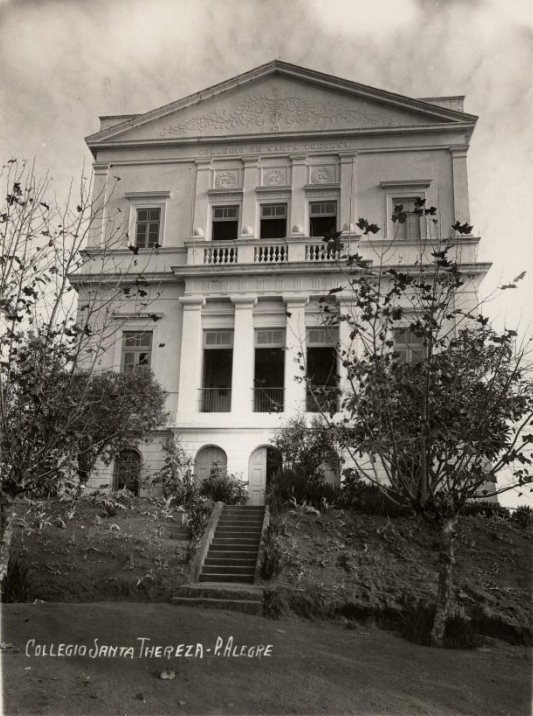
O Colégio Santa Teresa

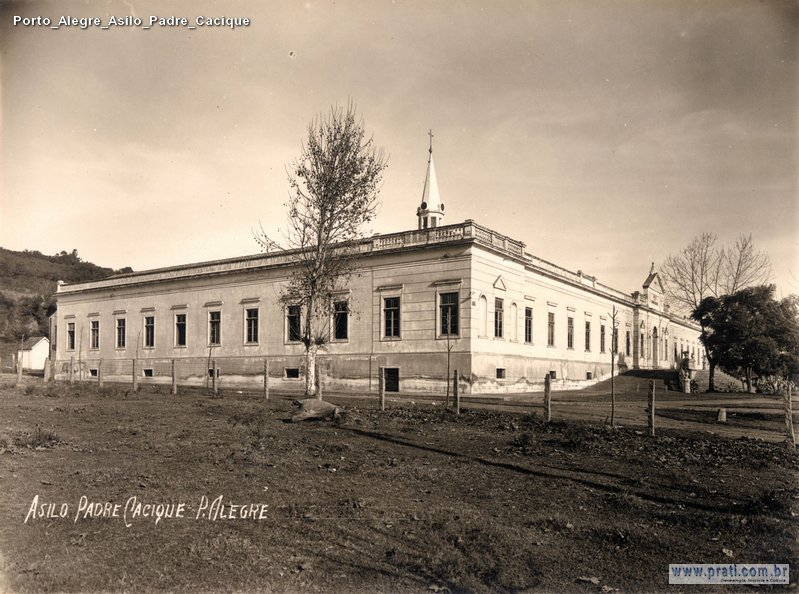
O Asilo de Mendicidade

"Ainda sob a inteligente direção do humanitário sacerdote Joaquim Cacique de Barros, continua este colégio a corresponder aos elevados intuitos da sua fundação, não só servindo de asilo e amparo a uma porção de órfãs desvalidas, como dando a essas infelizes uma excelente educação doméstica que as prepara para boas mães de família, a par de uma instrução que as habilita matricularem-se na Escola Normal. Isso é de confessar: deve a Província este louvável e benéfico resultado quase exclusivamente aos incansáveis esforços daquele ilustre sacerdote que, na gloriosa tarefa que há 19 anos desinteressadamente impôs-se, desenvolve todo o zelo de que só são capazes corações generosos como o seu".
Em 1869 foi nomeado primeiro diretor da Escola Normal da Província, cuja fundação ele incentivara. Em 1881 iniciou outra obra de grande vulto, que seria o Asilo de Mendicidade. Em 1885, por ocasião da visita a Porto Alegre da Princesa Isabel, o edifício já estava adiantado, mas as obras estavam paralisadas desde 1882 por ordem do imperador, por localizar-se próximo demais do Colégio Santa Teresa. Em seu diário de viagem a princesa assinalou que o padre era pessoa dinâmica e original, "muitíssimo admirado" por todos, e que o Colégio Santa Teresa, já então uma instituição prestigiada, dava grandes frutos. Dezesseis professoras haviam se formado ali, a diretora era uma antiga interna, as instalações eram muito asseadas e bem organizadas, e toda a administração estava a cargo de internas e ex-internas, que também haviam ajudado na construção inicial do Asilo de Mendicidade com expressivas doações monetárias e mesmo trabalho braçal como auxiliares de pedreiro. Impressionada com o que viu, a princesa conseguiu junto ao pai a autorização para a continuidade das obras do Asilo de Mendicidade, sendo inaugurado finalmente em 19 de junho de 1898.
Sua atuação na Escola Normal também foi profícua. Fundada em 5 de abril de 1869 como um departamento do Liceu Dom Afonso, com a finalidade de preparar professores para o ensino primário, passou a funcionar em 12 de maio com doze alunos. Em 1872 ganhou independência e uma sede própria. Então o Padre Cacique reformou o currículo, separando a Pedagogia da Gramática, assumiu a cátedra de Pedagogia, além de se responsabilizar pelas disciplinas de Caligrafia, Gramática, Catecismo, História Sagrada e História da Igreja. Várias das internas do Colégio Santa Teresa se formaram professoras ali, entre elas Josefina, sua primeira protegida, que após a formatura passou a dirigir a Escola Prática anexa à Escola Normal. Durante sua gestão o padre entrou em uma disputa com o governo a respeito do método de ensino, sendo removido da direção em 17 de abril de 1873, embora continuasse a lecionar até 1881, quando demitiu-se. Não obstante, sua reputação continuava alta, sendo convidado a integrar o Conselho de Instrução Pública da Província, e tornando-se ainda membro da banca examinadora de Português para os candidatos aos cursos superiores do país. Segundo Teresinha Venturin, 
"Desde sua chegada a Porto Alegre, o Padre Cacique se destacou por sua austeridade, sobriedade e diligência. [...] Essa postura de Cacique, seu traço característico, possibilitou a ampliação do campo religioso e sua estruturação frente aos diferentes campos do espaço social, durante muitos anos, especialmente na formação das jovens das camadas populares de Porto Alegre. [...] O conjunto de saberes acumulados gerava um conhecimento que o tornou famoso como educador exemplar".
Outra iniciativa que merece lembrança é a criação da Caixa Econômica Padre Cacique, uma caixa de poupança para famílias e crianças pobres. Fundada em 1884, em apenas um ano havia registrado mais de mil e setecentas contas, que somavam um total de mais de 10 contos de réis, sendo louvada na imprensa como um exemplo de prática de economia, tão fecundo que o padre tornava-se "credor de novos louvores", abrindo "uma verdadeira era de felicidade para todos aqueles que compreendem que é preciso não cuidar somente do presente. [...] Por mais este serviço em bem do próximo, o Padre Cacique de Barros recomenda-se ao respeito da sociedade que já tanto o considera".
Em 1891 fundou outro colégio para meninas, servindo como professoras ex-internas do Colégio Santa Teresa. Seu currículo incluía lições de moral, higiene, civilidade, exercícios físicos, noções básicas sobre as moléstias mais comuns e seu tratamento, noções de agricultura e criação de animais, economia doméstica e trabalhos manuais, ciências, piano, canto, dança, desenho, língua francesa e italiana, confecção de roupas, entre outros tópicos.

### Últimos anos

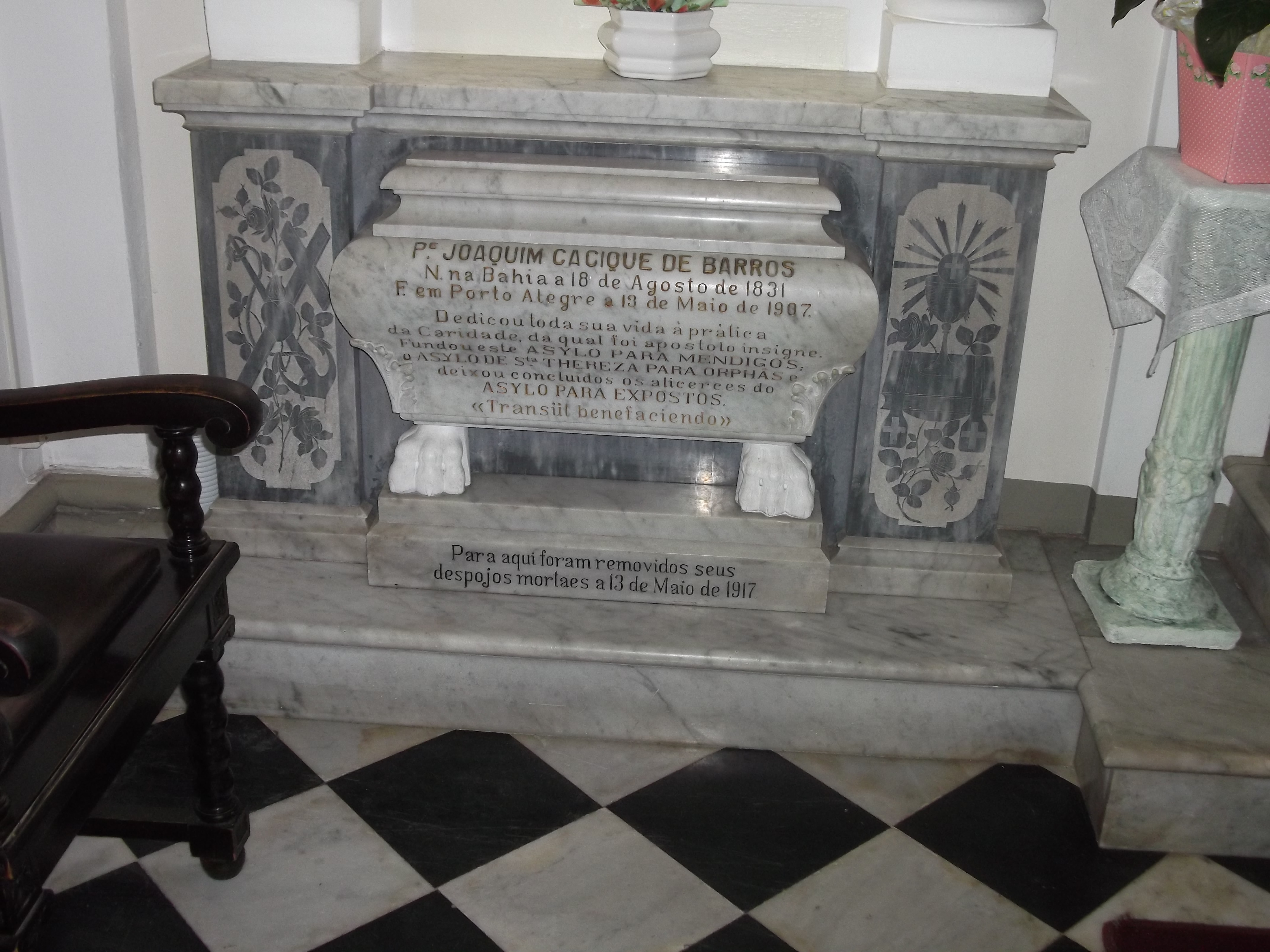
Sarcófago do Padre Cacique

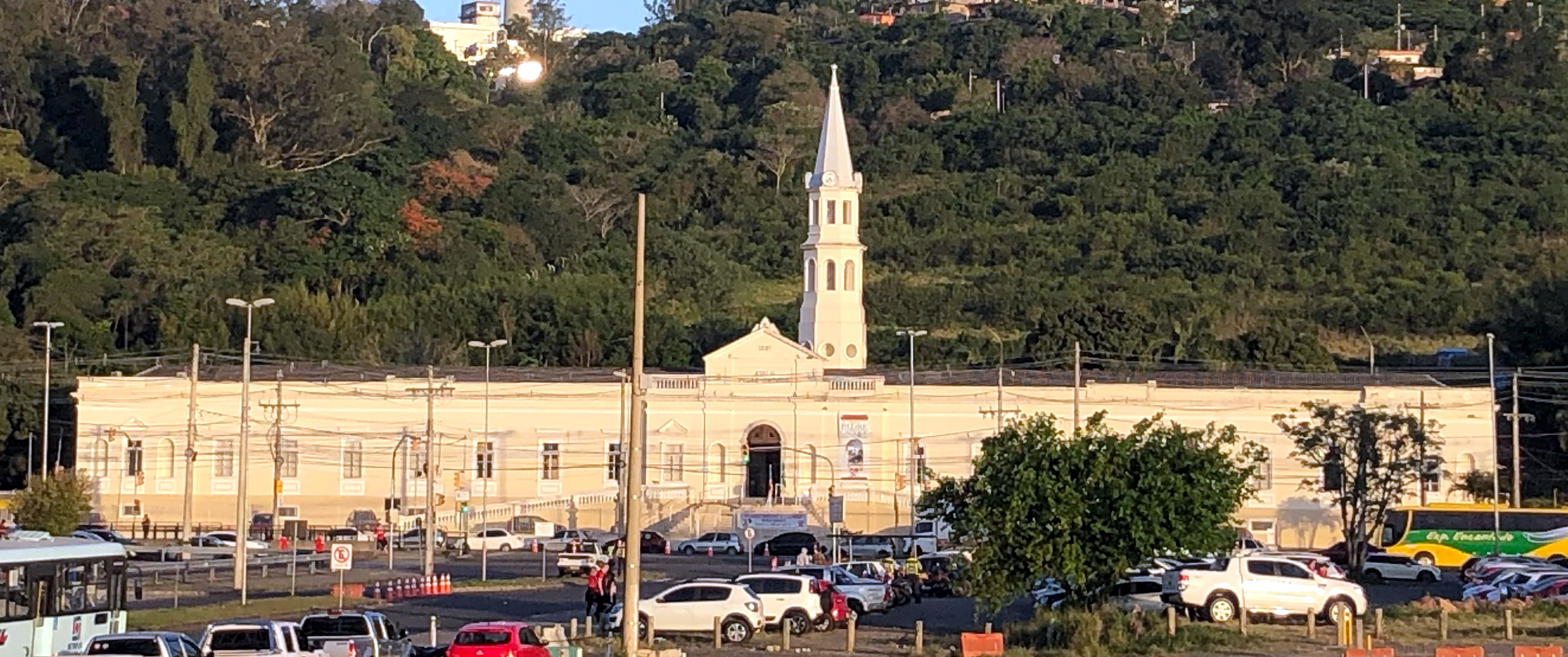
Asilo Padre Cacique

Em 1892, preocupado com o destino das suas obras após sua morte, criou uma fundação mantenedora, a Sociedade Humanitária Padre Cacique, com um Conselho Administrativo composto por influentes personalidades porto-alegrenses. Continuou na direção, contudo, até falecer. Em 1894 criou um serviço para atendimento médico, assistência religiosa e sepultamento de desvalidos.
Em 1906 sua saúde já estava abalada. Visitando-o em abril de 1907, o arcebispo Dom João Becker encontrou um homem alquebrado e paupérrimo, tendo destinado tudo o que tinha para a caridade, mas ainda planejava a fundação de um asilo para os expostos e meninos pobres. Faleceu em 15 de maio de 1907, devido a problemas cardíacos. Ao morrer deixava um patrimônio em obras pias orçado na vultosa quantia de 850 contos de réis.
Seu desaparecimento foi muito lamentado, e o sepultamento atraiu uma multidão. Carregaram o caixão o presidente do estado Borges de Medeiros, o intendente de Porto Alegre José Montaury, e os capitães Inácio Montanha e Francisco Rocha. O enterramento foi pago pelo município, que também financiou um túmulo no cemitério católico da Santa Casa.
O asilo para meninos que o padre concebera no final da vida viria a se materializar através do trabalho da Sociedade Humanitária, com o nome Asilo São Joaquim, inaugurado oficialmente em 18 de agosto de 1936 durante as comemorações pelos 105 anos de seu nascimento. O Colégio Santa Teresa funcionou sob a direção da Sociedade Humanitária até 1946, quando foi encampado pelo Estado e recebeu nova destinação. O Asilo de Mendicidade ainda está em funcionamento. Em 2014 abrigava 150 idosos.

## Homenagens

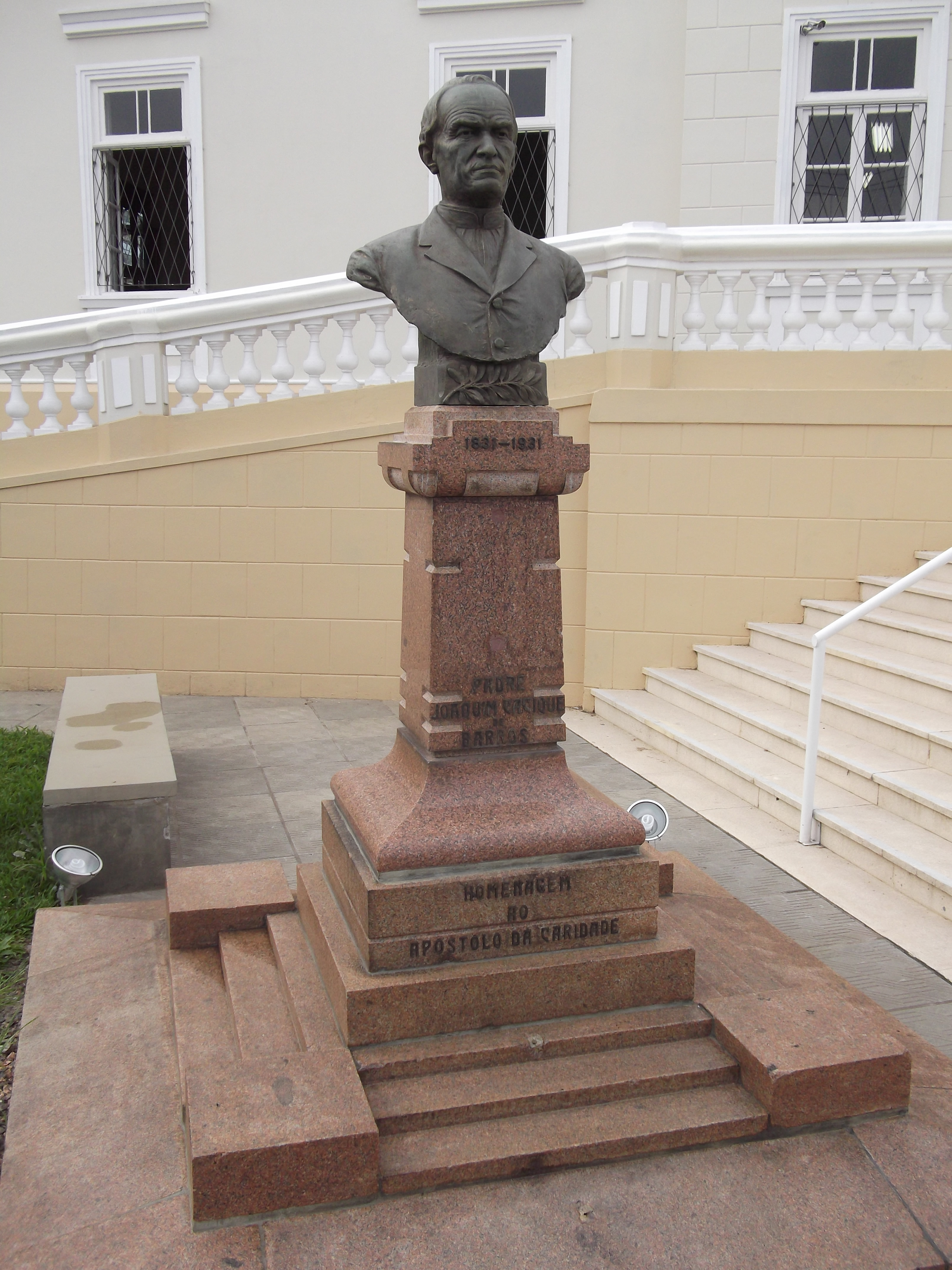
Herma do Padre Cacique, atualmente instalada na entrada do Asilo de Mendicidade

Em 1917, dez anos depois do seu falecimento, a Sociedade Humanitária Padre Cacique trasladou seus despojos para um sarcófago aos pés do altar da capela do Asilo de Mendicidade. A cerimônia recebeu um grande acompanhamento, com muitas autoridades presentes. Entre os muitos discursos proferidos em sua homenagem, Dom João Becker ressaltou "suas virtudes preclaras e a fecunda piedade sem jaça desse amado Padre Cacique, glorioso na sua humildade e humilde na sua glória, discípulo admirável do Divino Mestre". Benjamin Flores publicou um memorial no jornal A Federação, dizendo ser ele "o espírito que, talvez, entre nós, compreendeu e praticou a vida na sua mais bela e mais profunda significação. [...] Seu nome será eternamente lembrado. Igual só a si mesmo em toda a sua longa vida de setenta e seis anos, essa boníssima criatura providencial teve a mais perfeita intuição dos deveres do seu apostolado".
Em 1931, no centenário de seu nascimento, foi instalada uma herma de bronze e granito com sua efígie na avenida João Pessoa, obra do escultor André Arjonas. A solenidade de inauguração reuniu autoridades e amigos do padre. José Montaury e João Maia, presidente da Academia Rio-Grandense de Letras, fizeram discursos apologéticos, e paralelamente foi publicada uma coletânea de textos que resgatavam sua vida e obra e enalteciam suas virtudes, com contribuições de Dom João Becker, João Maia, Telmo Vergara, Paulino Azurenha e Zeferino Brasil, entre outros.
O Asilo de Mendicidade leva seu nome. O prédio foi tombado pela Prefeitura de Porto Alegre em 2007. O antigo Asilo São Joaquim atualmente é a sede da Fundação de Atendimento Sócio-Educativo e seu prédio foi tombado pelo Instituto do Patrimônio Histórico e Artístico do Estado do Rio Grande do Sul (IPHAE) em 2013. O antigo Colégio Santa Teresa hoje é o Centro de Atendimento Sócio-Educativo Padre Cacique e seu edifício, projetado por Grandjean de Montigny, arquiteto da Missão Artística Francesa, também foi tombado pelo IPHAE, sendo um dos dois únicos projetos de Montigny fora do Rio de Janeiro.
Segundo o IPHAE, "a área tombada faz parte do complexo criado por Joaquim Cacique de Barros, o Padre Cacique, sendo um testemunho das ações realizadas em prol dos menos favorecidos iniciadas no século XIX. [...] As edificações existentes na área foram alteradas em relação aos aspectos estéticos e técnicos, de maneira diferenciada. No prédio da antiga Escola Santa Teresa, foram eliminadas as características originais das fachadas, como elementos decorativos e esquadrias, restando apenas as grossas paredes das alas originais, como um testemunho da técnica construtiva utilizada no século XIX. Quanto ao antigo asilo para meninos, apesar das alterações e acréscimos posteriores que descaracterizaram o prédio, ainda são reconhecíveis na fachada principal os elementos ornamentais ali presentes, constituindo um exemplo da arquitetura eclética produzida no estado no início do século XX". O nome do padre também batiza uma avenida em Porto Alegre.